# روبرت لوجيا
روبرت لوجيا (بالإنجليزية: Robert Loggia)‏ (مواليد 3 يناير 1930 في جزيرة ستاتن، نيويورك، نيويورك - 4 ديسمبر 2015 في لوس أنجلوس)، هو ممثل أمريكي بدأ مسيرته الفنية عام 1951.

## الأعمال
- 1956: هناك شخص ما يعجب بي
- 1969: تشي!
- 1982: ضابط ورجل نبيل
- 1983: الوجه ذو الندبة
- 1985: شرف بريتزي
- 1988: كبير
- 1988: أوليفر وشركاه
- 1996: يوم الاستقلال
- 2000: مالكوم في الوسط
- 2004: آل سوبرانو

## وصلات خارجية
- روبرت لوجيا على موقع IMDb (الإنجليزية)
- روبرت لوجيا على موقع ميتاكريتيك (الإنجليزية)
- روبرت لوجيا على موقع روتن توميتوز (الإنجليزية)
- روبرت لوجيا على موقع ألو سيني (الفرنسية)
- روبرت لوجيا على موقع أول موفي (الإنجليزية)
- روبرت لوجيا على موقع قاعدة بيانات برودواي على الإنترنت (الإنجليزية)
- روبرت لوجيا على موقع قاعدة بيانات الأفلام السويدية (السويدية)
- روبرت لوجيا على موقع إن إن دي بي (الإنجليزية)
- روبرت لوجيا على موقع ديسكوغز (الإنجليزية)
- روبرت لوجيا على موقع قاعدة بيانات الفيلم (الإنجليزية)